# اون‌نان، شیمانه
اون‌نان در استان شیمانه در کشور ژاپن واقع شده‌است  که دارای جمعیت ۴۳٬۲۶۹ نفر و مساحت ۵۵۳٫۳۷ کیلومتر مربع با تراکم جمعیت ۷۸٫۲  نفر در کیلومترمربع است و در تاریخ ۱ نوامبر ۲۰۰۴ به عنوان شهر شناخته شد.